# 翔輝礦業
翔輝礦業股份有限公司，簡稱翔輝礦業股份和翔輝礦業（英語：Flying Mining Limited），在2012年，由主席林琿及其投資者於貴州省成立「石阡盤興投資有限公司」，而在2012年投得位於貴州省石阡縣雷首山項目，其礦產用作开采及加工大理石產品。
股份原定在2017年10月31日（萬聖節）於港交所主板上市，原上市代碼為1625.HK。全球招股定價為0.5港元，發行新股數目為3.9億股，而集資額為1.552億港元，但由於於監管機構作出查詢，因此不予進行。

## 連結
- flyingmining.com